# 懷俄明鎮區 (明尼蘇達州奇薩戈縣)
懷俄明鎮區（英語：Wyoming Township）是位於美國明尼蘇達州奇薩戈縣的一個行政鎮區。

## 地方資料
懷俄明鎮區的面積為83.70平方千米，當中陸地面積為76.80平方千米，而水域面積為6.90平方千米。根據2000年美國人口普查的數據，當地共有人口4379人，而人口密度為每平方千米52.32人。